# The Collection: Steeleye Span in Concert
| Recensione | Giudizio |
| ---------- | -------- |
| AllMusic   |          |

The Collection: Steeleye Span in Concert è un album dal vivo degli Steeleye Span, pubblicato dalla Park Records nel 1994. 

## Tracce
1. The Blacksmith – 6:09 (Brano tradizionale, arrangiamenti: Steeleye Span) – Registrato dal vivo nel 1986
2. The Weaver and the Factory Maid – 5:03 (Brano tradizionale, arrangiamenti: Steeleye Span) – Registrato dal vivo nel 1986
3. Spotted Cow – 4:32 (Brano tradizionale, arrangiamenti: Steeleye Span) – Registrato dal vivo nel 1986
4. One Misty Moisty Morning – 4:38 (Brano tradizionale, arrangiamenti: Steeleye Span) – Registrato dal vivo nel 1986
5. King Henry – 6:32 (Brano tradizionale, arrangiamenti: Steeleye Span) – Registrato dal vivo nel 1986
6. The Fox – 3:32 (Peter Knight) – Registrato dal vivo nel 1994
7. Two Butchers – 4:28 (Bob Johnson) – Registrato dal vivo nel 1994
8. Jack Hall – 4:32 (Bob Johnson) – Registrato dal vivo nel 1994
9. Canon – 1:47 (Brano tradizionale, arrangiamenti: Steeleye Span) – Registrato dal vivo nel 1994
10. Shaking of the Sheets – 4:10 (Bob Johnson) – Registrato dal vivo nel 1994
11. All Around My Hat – 4:03 (Maddy Prior, Tim Hart, Robert Johnson, Peter Knight, Rick Kemp) – Registrato dal vivo nel 1994
12. Tunes – 2:55 (Brano tradizionale, arrangiamenti: Steeleye Span) – Registrato dal vivo nel 1994
13. Gaudete – 2:51 (Brano tradizionale, arrangiamenti: Steeleye Span) – Registrato dal vivo nel 1994

## Musicisti
Brani 1, 2, 3, 4 e 5
- Maddy Prior - voce, spoons
- Bob Johnson - chitarra, voce
- Peter Knight - violino, voce
- Rick Kemp - basso, voce
- Nigel Pegrum - batteria

Brani 6, 7, 8, 9, 10, 11, 12 e 13
- Maddy Prior - voce, spoons
- Bob Johnson - chitarra, voce
- Peter Knight - violino, voce
- Tim Harries - basso, voce
- Liam Genockey - batteria